# Max Kretzer

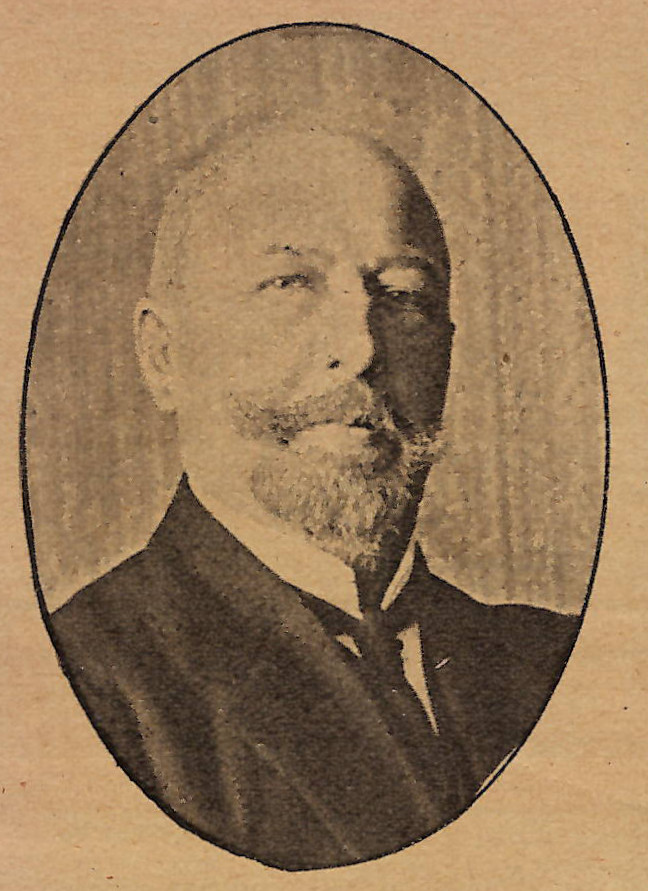
Max Kretzer, fotografiert von Heinrich Sanden, um 1914

Max Kretzer, gezeichnet von Franz Skarbina

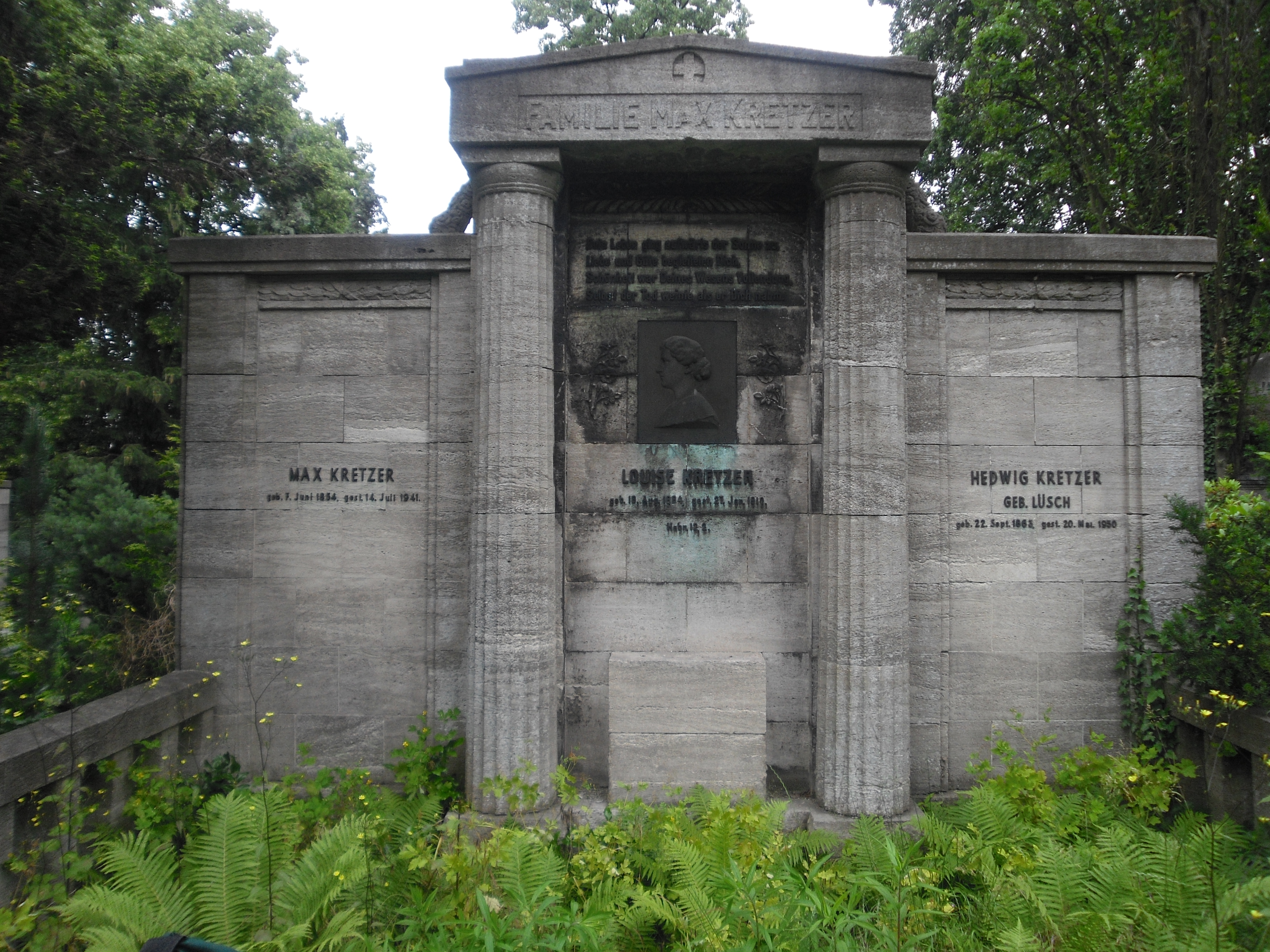
Grab von Max Kretzer; Berlin-Charlottenburg, Luisenfriedhof II

Max Kretzer (* 7. Juni 1854 in Posen; † 15. Juli 1941 in Berlin-Charlottenburg) war ein deutscher Schriftsteller.

## Leben
Max Kretzer wurde als der zweite Sohn eines Hotelpächters geboren. Bis zu seinem 13. Lebensjahr besuchte er die Realschule in Posen. Nachdem der Vater beim Versuch, sich als Gastwirt selbstständig zu machen, sein gesamtes Vermögen verloren hatte, musste Kretzer die Realschule abbrechen. 1867 zog die Familie nach Berlin, wo Max Kretzer in einer Lampenfabrik sowie als Porzellan- und Schildermaler arbeitete. 1878 trat er der SPD bei. Nach einem Arbeitsunfall begann 1879 die intensive Lektüre von Autoren wie Zola, Dickens und Freytag, die ihn stark beeinflussten. Seit dem Erscheinen seines ersten Buches 1880 lebte Kretzer als freier Schriftsteller in Berlin.
Der Schriftsteller Hermann Bahr beschreibt die Wirkung, die die Bücher in Berlin hatten:

„Und wie horchten wir freudig auf, als sich nun gar auch noch unser eigener Zola fand, ein Berliner Zola: Max Kretzer, in dessen „Betrogenen“ und „Verkommenen“ unser tiefes menschliches Erbarmen mit den Enterbten ebenso auf seine Rechnung kam wie der schadenfrohe Hohn, einmal recht nach Lust in menschlicher Gemeinheit wühlen
zu können;“

Max Kretzer gilt als einer der frühesten Vertreter des deutschen
Naturalismus. Er führte als einer der ersten Themen wie Fabrikarbeit, Verelendung des
Kleinbürgers als Folge der Industrialisierung und die Arbeiterbewegung in die
deutsche Literatur ein. Während der Autor anfangs der deutschen Sozialdemokratie nahestand, sind seine
Werke nach der Jahrhundertwende von dem Gedanken eines „christlichen Sozialismus“ geprägt und tragen zunehmend den Charakter von Unterhaltungsliteratur und Kolportage. Einige von Kretzers Werken weisen nach umstrittener Meinung antisemitische Motive auf. Diese seien in seiner christlichen Soziallehre begründet, was ihn für den Nationalsozialismus anschlussfähig gemacht habe. Während des Ersten Weltkrieges schrieb er Artikel für die Vossische Zeitung.
Die Kretzerzeile in Berlin-Staaken trägt seit 1958 seinen Namen.

## Werke
- Die beiden Genossen. Ein Roman aus dem Arbeiterleben. Kogge & Fritze, Berlin 1880. (Digitalisat der 2. verb. Aufl. Reißner, Leipzig 1887)
- Sonderbare Schwärmer. Roman. 2 Bände. Kogge & Fritze, Berlin 1881.
- Die Betrogenen. Berliner Sitten-Roman. 2 Bände. Kogge & Fritze, Berlin 1882. (Digitalisat der 2. Aufl. Pierson, Dresden/Leipzig 1901)
- Schwarzkittel oder die Geheimnisse des Lichthofes. Wahrheit und Dichtung aus den Arbeitsstätten einer großstädtischen Fabrik. Erzählung. Spamer, Leipzig 1882.
- Berliner Novellen und Sittenbilder. Costenoble, Jena 1883.
  - Bd. 1. Polizeiberichte, 1883.
  - Bd. 2. Die Zweiseelenmenschen, 1883.
- Gesammelte Berliner Skizzen. Luckhardt, Berlin 1883.
- Die Verkommenen. Berliner Sittenroman. 2 Bände. Luckhardt, Berlin 1883. (Digitalisat Band 1)
- Im Sturmwind des Socialismus. Erzählung aus großer Zeit. Luckhardt, Berlin 1884.
- Drei Weiber. Berliner Kultur- und Sittenroman. 2 Bände. Costenoble, Jena 1886. (Digitalisat Band 1)
- Im Riesennest. Berliner Geschichten. Friedrich, Leipzig 1886. (Digitalisat der 2. Aufl. 1895)
- Im Sündenbabel. Berliner Novellen und Sittenbilder. Reißner, Leipzig 1886.
- Bürgerlicher Tod. Drama in vier Akten. Pierson, Dresden/Leipzig 1888. (Digitalisat)
- Meister Timpe, Berlin 1888 (Digitalisat und Volltext im Deutschen Textarchiv). 2. Auflage, Berlin 1895, digitalisiert von der Zentral- und Landesbibliothek Berlin, 2020. URN urn:nbn:de:kobv:109-1-15418180
- Ein verschlossener Mensch. Roman. 2 Bände. Reißner, Leipzig 1888. (Digitalisat der 3. Aufl. 1919)
- Das bunte Buch. Allerlei Geschichten. Pierson, Dresden/Leipzig 1889. (Digitalisat)
- Die Bergpredigt. Roman aus der Gegenwart. 2 Bände. Pierson, Dresden/Leipzig 1889.
- Onkel Fifi. Berliner Sittenbild Steinitz, Berlin 1890.
- Gefärbtes Haar. Berliner Sittenbild. Pierson, Leipzig/Dresden 1891.
- Der Millionenbauer. 2 Bände. Elischer, Leipzig 1891. (Digitalisat der Ausg. 1912)
- Der Millionenbauer. Volksstück in vier Auzügen. Reclam, Leipzig 1891. (Digitalisat)
- Das Räthsel des Todes und andere Geschichten. Pierson, Leipzig/Dresden 1891. (Digitalisat)
- Irrlichter und Gespenster. Volksroman. Schriftenvertriebanstalt, Weimar 1893. (Digitalisat Band 1), (Band 2), (Band 3)
- Der Baßgeiger. Das verhexte Buch. Zwei Berliner Geschichten. Reclam, Leipzig 1894.
- Die Buchhalterin. Pierson, Dresden/Leipzig 1894.
- Die gute Tochter. Cotta, Stuttgart 1895.
- Ein Unberühmter und andere Geschichten. Pierson, Dresden/Leipzig/Wien 1895. (Digitalisat)
- Der Blinde. Maler Ulrich. Pierson, Dresden 1896.
- Das Gesicht Christi. Roman aus dem Ende des Jahrhunderts. Pierson, Dresden 1897.
- Frau von Mitleid und andere Novellen. Steinitz, Berlin 1896.
- Furcht vor dem Heim und andere Novellen. Berliner Geschichten. Schumann, Leipzig 1897.
- Berliner Skizzen. Duncker, Berlin 1898. Digitalisiert durch die Zentral- und Landesbibliothek Berlin, 2020. https://nbn-resolving.de/urn:nbn:de:kobv:109-1-15416274
- Der Sohn der Frau. Schauspiel in drei Aufzügen. Pierson, Dresden 1899.
- Verbundene Augen. 2 Bände. Duncker, Berlin 1899. (Digitalisat Band 1), (Band 2)
- Großstadtmenschen. Neue Berliner Geschichten. Fischer & Franke, Berlin 1900.
- Der Holzhändler. Roman. Fischer & Franke, Berlin 1900. (Digitalisat Band 1), (Band 2)
- Die Kunst zu heirathen. Ein Possenspiel in 3 Acten. Fischer & Franke, Berlin 1900. (Digitalisat)
- Die Verderberin. Schauspiel in 3 Aufzügen. Fischer & Franke, Berlin 1900. Digitalisiert durch die Zentral- und Landesbibliothek Berlin, 2022. URL: https://nbn-resolving.de/urn:nbn:de:kobv:109-1-15466368
- Warum? Roman. Pierson, Dresden/Leipzig 1900.
- Die Madonna vom Grunewald. List, Leipzig 1901.
- Der wandernde Thaler. Eine Märchendichtung in fünf Akten Bloch, Berlin 1902.
- Magd und Knecht. Novelle. Eckstein, Berlin 1903.
- Die Sphinx in Trauer. Roman. Fontane, Berlin 1903. (Digitalisat der Ausg. 1923)
- Treibende Kräfte. Kronen-Verlag, Berlin 1903. (Digitalisat)
- Familiensklaven. Roman. Continent, Berlin 1904.
- Das Armband. Erzählung Continent, Berlin 1905.
- Der Mann ohne Gewissen. Franke, Berlin 1904. (1924 verfilmt)
- Was ist Ruhm?. Eigen, Berlin-Charlottenburg 1905.
- Herbststurm. Erzählung. Eigen, Berlin-Charlottenburg 1906.
- Das Kabarettferkel und andere neue Berliner Geschichten. Steinitz, Berlin 1907.
- Leo Lasso. Schauspiel in 4 Aufzügen. Bloch, Berlin 1907.
- Söhne ihrer Väter. Roman. Hellmann, Jauer, Leipzig, Berlin 1907.
- Das Hinterzimmer. Roman. Hellmann, Jauer, Leipzig, Berlin 1908.
- Mut zur Sünde, Hellmann, Leipzig/Glogau 1909.
- Reue. Roman. Elischer, Leipzig 1910.
- Waldemar Tempel. Elischer, Leipzig 1911. (Spätere Ausg. auch unter dem Titel In Frack und Arbeitsbluse)
- Die blanken Knöpfe. Roman. Elischer, Leipzig 1912.
- Lebensbilder, Bonnier, Leipzig 1912. (Internet Archive)
  - enthält Blumenkorso, Leopold Saschi, Ein Stück Himmel, Meine Kusine Ada, Familie Strampel, Der Kobold vom Goldfischteich
- Das Mädchen aus der Fremde. Roman. Elischer, Leipzig 1913.
- Steh auf und wandle, Leipzig 1913.
- Gedichte. Reißner, Dresden 1914.
- Der irrende Richter. Reißner, Dresden 1914.
- Die alten Kämpen, Berlin 1916 (Internet Archive)
- Berliner Geschichten. Herz, Berlin 1916.
- Ignaz Serbynski. Eine polnische Geschichte. Hillger, Berlin 1918.
- Der Nachtmensch, Berlin [u. a.] 1918
- Kreuz und Geißel. Soziale Auferstehungsgedichte und Zeitsatiren. Elischer, Leipzig 1919.
- Was das Leben spinnt. Roman. Phönix-Verlag, Berlin 1919.
- Wilder Champagner. Berliner Erinnerungen und Studien. Elischer, Leipzig 1919.
- Assessor Lankens Verlobung. Novellen. Phönix-Verlag, Berlin 1920.
- Fidus Deutschling, Germanias Bastard. Dünnhaupt, Dessau 1921.
- Die Locke. Erszählungen. Mosaik-Verlag, Berlin 1922
- Der Rückfall des Doktor Horatius. Rekord-Verlag, Leipzig 1935.
- Meister Timpe. Das Neue Berlin, Berlin 1949.